# Alphen Eagles
Gli Alphen Eagles sono una squadra di football americano, flag football e lacrosse di Alphen aan den Rijn, nei Paesi Bassi.

## Storia
La squadra è stata fondata nel 1985 e ha vinto 3 volte il Tulip Bowl.

## Dettaglio stagioni

### Tornei nazionali

#### Campionato

##### Eredivisie
| Stagione | regular season | regular season | regular season | regular season | regular season | regular season | playoff | playoff | playoff | playoff | playoff | playoff    | playoff             |
|          | Vin            | Par            | Per            | Tot            | PF             | PS             | Vin     | Per     | Tot     | PF      | PS      | risultato  | avversaria          |
| -------- | -------------- | -------------- | -------------- | -------------- | -------------- | -------------- | ------- | ------- | ------- | ------- | ------- | ---------- | ------------------- |
| 2013     | 7              | 0              | 1              | 8              | 211            | 60             | 2       | 0       | 2       | 43      | 15      | Campioni   | Amsterdam Crusaders |
| 2014     | 7              | 0              | 0              | 7              | 216            | 38             | 2       | 0       | 2       | 51      | 25      | Campioni   | Amsterdam Crusaders |
| 2015     | 8              | 0              | 2              | 10             | 241            | 79             | 1       | 1       | 2       | 47      | 28      | Tulip Bowl | Amsterdam Crusaders |
| 2016     | 6              | 1              | 1              | 8              | 117            | 50             | 0       | 1       | 1       | 14      | 17      | Semifinale | 010 Trojans         |
| Totale   | 28             | 1              | 4              | 33             | 785            | 227            | 5       | 2       | 7       | 155     | 85      |            |                     |

Fonti: Enciclopedia del Football - A cura di Roberto Mezzetti

##### Eerste Divisie
| Stagione | regular season | regular season | regular season | regular season | regular season | regular season | playoff | playoff | playoff | playoff | playoff | playoff   | playoff    |
|          | Vin            | Par            | Per            | Tot            | PF             | PS             | Vin     | Per     | Tot     | PF      | PS      | risultato | avversaria |
| -------- | -------------- | -------------- | -------------- | -------------- | -------------- | -------------- | ------- | ------- | ------- | ------- | ------- | --------- | ---------- |
| 2017     | 4              | 0              | 4              | 8              | 155            | 119            | -       | -       | -       | -       | -       | -         | -          |
| 2018     | 5              | 0              | 5              | 10             | 240            | 153            | -       | -       | -       | -       | -       | -         | -          |
| Totale   | 9              | 0              | 9              | 18             | 395            | 272            | -       | -       | -       | -       | -       |           |            |

Fonti: Enciclopedia del Football - A cura di Roberto Mezzetti

### Tornei internazionali

#### European Football League (dal 2014)
| Stagione | regular season | regular season | regular season | regular season | regular season | regular season | playoff | playoff | playoff | playoff | playoff | playoff   | playoff    |
|          | Vin            | Par            | Per            | Tot            | PF             | PS             | Vin     | Per     | Tot     | PF      | PS      | risultato | avversaria |
| -------- | -------------- | -------------- | -------------- | -------------- | -------------- | -------------- | ------- | ------- | ------- | ------- | ------- | --------- | ---------- |
| 2014     | 1              | 0              | 1              | 2              | 41             | 33             | -       | -       | -       | -       | -       | -         | -          |
| 2015     | 1              | 0              | 1              | 2              | 17             | 71             | -       | -       | -       | -       | -       | -         | -          |
| Totale   | 2              | 0              | 2              | 4              | 58             | 104            | -       | -       | -       | -       | -       |           |            |

Fonti: Enciclopedia del Football - A cura di Roberto Mezzetti

#### EFAF Cup
| Stagione | regular season | regular season | regular season | regular season | regular season | regular season | playoff | playoff | playoff | playoff | playoff | playoff   | playoff    |
|          | Vin            | Par            | Per            | Tot            | PF             | PS             | Vin     | Per     | Tot     | PF      | PS      | risultato | avversaria |
| -------- | -------------- | -------------- | -------------- | -------------- | -------------- | -------------- | ------- | ------- | ------- | ------- | ------- | --------- | ---------- |
| 2012     | 0              | 0              | 2              | 2              | 28             | 62             | -       | -       | -       | -       | -       | -         | -          |
| 2013     | 0              | 0              | 2              | 2              | 10             | 60             | -       | -       | -       | -       | -       | -         | -          |
| Totale   | 0              | 0              | 4              | 4              | 38             | 122            | -       | -       | -       | -       | -       |           |            |

Fonti: Enciclopedia del Football - A cura di Roberto Mezzetti

### Riepilogo fasi finali disputate
| Anno           | Luogo | Evento     | Fase del torneo | Incontro                            | Risultato |
| 7 luglio 2013  |       | Eredivisie | Tulip Bowl      | Alphen Eagles - Amsterdam Crusaders | 23 - 12   |
| 6 luglio 2014  |       | Eredivisie | Tulip Bowl      | Alphen Eagles - Amsterdam Crusaders | 14 - 12   |
| 5 luglio 2015  |       | Eredivisie | Tulip Bowl      | Amsterdam Crusaders - Alphen Eagles | 21 - 6    |
| 19 giugno 2016 |       | Eredivisie | Semifinale      | Alphen Eagles - 010 Trojans         | 14 - 17   |

## Palmarès
- 3 Tulip Bowl (2012–2014)